# Philaronia bilineata
Philaronia bilineata är en insektsart som först beskrevs av Thomas Say 1830.  Philaronia bilineata ingår i släktet Philaronia och familjen spottstritar. Inga underarter finns listade i Catalogue of Life.